# تیم ملی فوتبال زیر ۱۹ سال استونی
تیم ملی فوتبال زیر ۱۹ سال استونی (انگلیسی: Estonia national under-19 football team) یا تیم ملی فوتبال جوانان استونی، نماینده کشور استونی در مسابقات فوتبال جوانان اروپا و جهان است که زیر نظر اتحادیه فوتبال استونی فعالیت می‌کند.